# Pere d'Arenys
Pere de Arenys (Arenys de Munt, 1349 – Barcelona, 1419) fue un teólogo dominico catalán. 

## Biografía
Entró al convento dominicano de Santa Caterina de Barcelona el 1362, siendo ordenado sacerdote el 1371. Siguió estudios eclesiásticos en varios conventos de su orden en Barcelona, Mallorca y Valencia. Estudió lógica en la Escuela de Lógica del convento de su orden en Lérida. De 1474 a 1378 cursó teología en Barcelona, Tolosa y París.
Ejerció su carrera docente en Tarragona (1379), en Barcelona (1380) y en Lérida, donde fue profesor de teología en el convento antes referido el 1383. Fue maestro en teología en Perpiñán el 1391, y el 1385, según indica él mismo en su Crónica, había enseñado en la Universidad de Bolonia. Ejerció varios cargos dentro de su orden, fue prior de varios conventos, visitador provincial y comisario de la Inquisición. El 1407 fue nombrado provincial de su orden a Tierra Santa, pero renunció, permaneciendo en Barcelona hasta su muerte.
Es autor de una Crónica (Chronicon), en latín, de historia civil y eclesiástica desde 1395 a 1415, que aporta muchos datos sobre la historia interna de la orden de los dominicos y sobre la enseñanza a su época, así como sobre el cisma de Occidente, la guerra civil catalana o el Compromiso de Caspe. También contiene mucha información sobre su contemporáneo santo Vicent Ferrer, sus milagros y su actitud política.

## Obras
- Chronicon